# 1772 en musique classique
| \| • Retour à la chronologie générale de la musique classique • \| |
| Grèce • Rome • Haut Moyen Âge • VIIIe siècle • IXe siècle • Xe siècle • XIe siècle XIIe siècle • XIIIe siècle • XIVe siècle • XVe siècle • XVIe siècle • XVIIe siècle XVIIIe siècle • XIXe siècle • XXe siècle • XXIe siècle |
| • Retour à la chronologie générale de la musique classique • |

| Années en musique classique : 1769 - 1770 - 1771 - 1772 - 1773 - 1774 - 1775    |
| Décennies en musique classique : 1740 - 1750 - 1760 - 1770 - 1780 - 1790 - 1800 |

## Événements

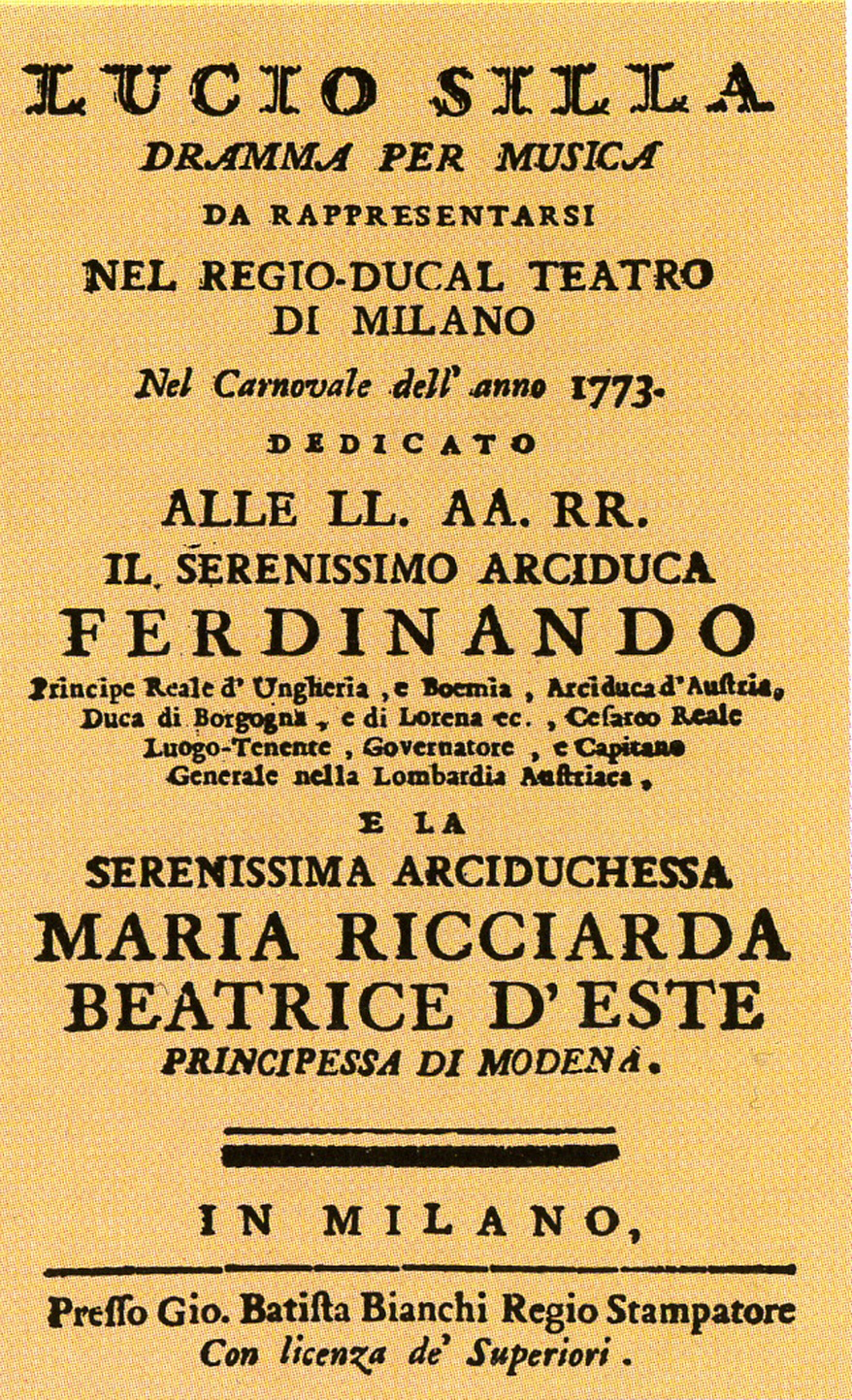
Livret de Lucio Silla

- Le Stravaganze del Conte, premier opéra de Domenico Cimarosa, est monté à Naples pour le Carnaval.
- 29 avril : Création du drame en musique Le songe de Scipion (Il sogno di Scipione)  de Mozart à Salzbourg.
- Mai : la Symphonie no 17 en sol majeur K. 129 est composée par  Mozart.
- Octobre : création de Passions-Kantate de Carl Philipp Emanuel Bach à Hambourg.
- 11 novembre : Création d'Antigone, opéra de Tommaso Traetta à Saint-Pétersbourg.
- 26 décembre : Création de Lucius Sylla mélodrame de Mozart à Milan.
- Joseph Haydn : 6 quatuor opus 20 et Symphonie "Les Adieux".

## Naissances

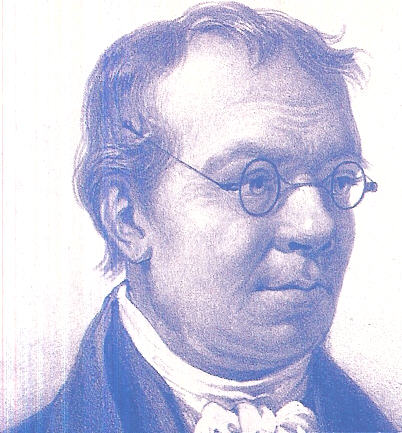
Johann Wilhelm Wilms

- 21 janvier : Franz Seraph von Destouches, compositeur, chef d'orchestre, pianiste, violoniste, violoncelliste et pédagogue allemand († 10 décembre 1844).
- 26 février : Kaspar Fürstenau, flûtiste et compositeur allemand († 11 mai 1819).
- 30 mars : Johann Wilhelm Wilms, compositeur néerlandais († 19 juillet 1847).
- 5 avril : Domenico Puccini, compositeur italien († 25 mai 1815).
- 14 avril : Anton Liste, compositeur allemand († 31 juillet 1832).
- 1er mai : Jacques-Michel Hurel de Lamare, violoncelliste français († 27 mars 1823).
- 15 juillet : Lucile Grétry, compositrice et musicienne († 1790).
- 8 août : Jean-Baptiste-Sauveur Gavaudan, chanteur ténor français († 10 mai 1840).
- 3 septembre : Nicola Tacchinardi, violoncelliste et ténor italien († 14 mars 1859).
- 18 septembre : Martin Pierre d'Alvimare, harpiste et compositeur français († 3 juin 1839).
- 27 septembre : Antonio Casimir Cartellieri, compositeur, violoniste et chef d'orchestre allemand († 2 septembre 1807).
- 4 octobre : François-Louis Perne, musicographe et compositeur français († 26 mai 1832).
- 21 novembre : Joseph Triebensee, hautboïste et compositeur autrichien († 22 avril 1846).
- 6 décembre : Trial fils, pianiste et compositeur d’opéras-comiques français († 9 septembre 1803).

Date indéterminée
- Giuseppe Mosca, compositeur italien († 14 septembre 1839).

## Décès

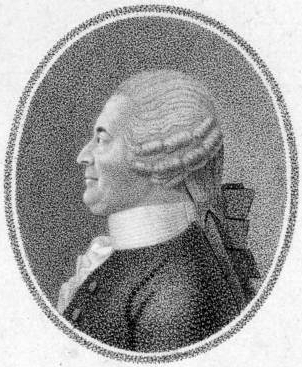
Georg Reutter

- 13 février : Pierre-Claude Foucquet, organiste et claveciniste français (° 1694).
- 11 mars : Georg Reutter, compositeur autrichien (° 6 avril 1708).
- 19 avril : Johann Peter Kellner, compositeur allemand (° 28 septembre 1705).
- 15 juin : Louis-Claude Daquin, compositeur et organiste français (° 4 juillet 1694).
- 15 septembre : Ludwig Christian Hesse, gambiste et compositeur allemand (° 8 novembre 1716).
- 8 octobre : Jean-Joseph Cassanéa de Mondonville, compositeur et violoniste français (° 25 décembre 1711).

Date indéterminée
- Francesco Barsanti, flûtiste, hautboïste, altiste et compositeur italien (° 1690).
- Giovanni Stefano Carbonelli, à Londres en 1772

Vers 1772
- Adolphe Blaise, bassoniste et compositeur français.